# Aglaia
Aglaia (latinsky Aglaia) je v řecké mytologii dcera nejvyššího boha Dia a Ókeanovny Eurynomé (ovšem podle jiné verze boha slunce Hélia a najády Aigly.
Je jednou z Charitek, jsou to bohyně půvabu a krásy.
Nejznámější jsou tři:
- Aglaia je nejmladší, nazývána „Skvělá“ nebo „zářící krásou“. Některé zdroje uvádějí, že je Asklépiovou dcerou a později Héfaistovou manželkou.
- Eufrosyné - „Dobromyslná“ nebo „Blaženost“. Je také bohyní radosti, ztělesněním půvabu a krásy.
- Thaleia - „Kvetoucí“, je bohyní hostin a slavností, v té souvislosti označována jako „bohatá“ nebo „hojná, vydatná“

Méně známé jsou další jejich sestry Charis, Pásithea, Kléta, Faenna, Thalló, Auxó a Hégemoné.
Charitky jsou půvabné, líbezné a milé, laskavé k lidem i bohům, lidem poskytují mnohá dobrodiní. Téměř vždy jsou ve společnosti jiných bohů. Ochraňují průběh slavností a hostin. Obzvláště však dbají o krásu umění. Byly ctěny jako ostatní bohyně, měly i své chrámy. Byly zobrazovány jako půvabné a tančící dívky, s touto symbolikou:
- vždy ve trojici - jsou tři druhy dobrodiní (dát, přijmout, vrátit)
- drží se vždy za ruce - dobrodiní jako řetěz přechází z ruky do ruky
- vyjadřují radost - tou se těší ten, kdo dává i ten, kdo přijímá
- jsou mladé - vzpomínka na dobrodiní nemá zestárnout
- mají průsvitné roucho - dobrodiní se nebojí pohledu

## Odraz v umění
Podoba Charitek se zachovala na velkém počtu uměleckých děl - sochách, reliéfech, vázových malbách:
- sousoší Tři Grácie je římská práce z 3. až 2. stol. př. n. l., je ve Vatikánském muzeu a v pařížském Louvru
- další sousoší stálo u vchodu k Athénské Akropoli, podle Pausania prý bylo dílem filosofa Sokrata, který byl původním povoláním sochař; ale nedochovalo se